# Hibiscus panduriformis
Hibiscus panduriformis es una especie de arbusto perteneciente a la familia de las malváceas. Es originaria de Madagascar, Yemen, África, Asia tropical y Australia.

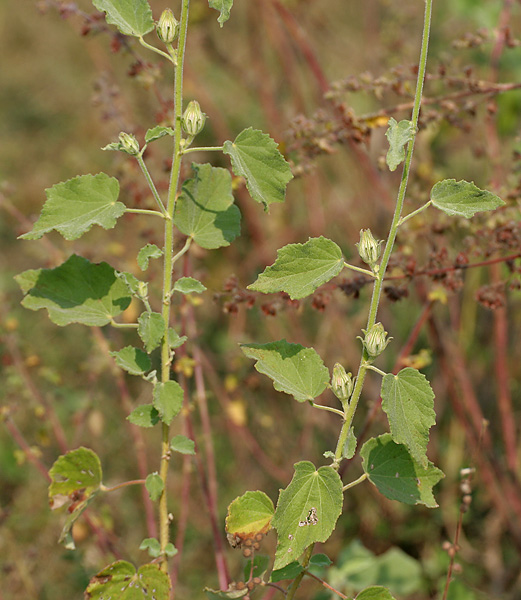
Vista de la planta

## Descripción
Es un arbusto o hierba perennifolia de hasta 2,5 m de altura, con una base leñosa. Las hojas casi redondas, superficialmente 3-5- lobuladas, pilosas en ambas superficies; con pecíolos largos y márgenes irregularmente dentados. Las flores son solitarias, axilares, de color amarillo con un centro oscuro, volviéndose de color albaricoque y naranja con la edad, los pétalos suavemente peludos en el exterior. El fruto es una cápsula, subesférica de 15 mm de diámetro. Semillas de 3 × 2 mm , con forma de media luna, densamente pubescente.

## Hábitat
Se encuentra en lugares secos arenosos, a menudo en los lugares de cultivo antiguos y áreas perturbadas.

## Taxonomía
Hibiscus panduriformis fue descrita por Nicolaas Laurens Burman y publicado en Flora Indica . . . nec non Prodromus Florae Capensis 151, t. 47 f. 2. 1768.
Etimología
Hibiscus: nombre genérico que deriva de la palabra griega: βίσκος (hibískos), que era el nombre que dio Dioscórides (40-90 d. C.)  a Althaea officinalis.
panduriformis : epíteto latíno que significa «en forma de violín», probablemente refiriéndose a la forma de las hojas.
Sinonimia
- Hibiscus friesii Ulbr. (1915)
- Hibiscus multistipulatus Garcke
- Hibiscus tubulosus Cav. (1787)[3]
- Abelmoschus panduriformis Hassk.
- Hibiscus austrinus Juswara & Craven
- Hibiscus mollis Zipp. ex Span.
- Hibiscus velutinus DC.[4]